# Acido isovalerico
L'acido isovalerico, chiamato anche acido 3-metilbutanoico o acido β-metilbutirrico, è un composto organico con la formula (CH 3 ) 2 CHCH 2 CO 2 H. A volte è classificato come acido grasso a catena corta. È un liquido incolore moderatamente solubile in acqua, ma altamente solubile nella maggior parte dei solventi organici. L'acido 3-metilbutanoico è un composto presente in natura e può essere trovato in molti prodotti alimentari, come formaggio, latte di soia e succo di mela. L'acido isovalerico ha un forte odore piccante al formaggio o al dolce e i suoi esteri volatili sono ampiamente utilizzati in profumeria. È stato proposto che sia l'agente anticonvulsivante della valeriana. È principalmente responsabile della causa dell'intenso odore dei piedi prodotto dai batteri della pelle che metabolizzano la leucina. L'acido isovalerico è considerato la causa primaria degli aromi che i lieviti Brettanomyces aggiungono al vino. Altri composti prodotti da Brettanomyces sono 4-etilfenolo, 4-vinilfenolo e 4-etilguaiacol. Un eccesso di acido isovalerico nel vino è spesso considerato un difetto, in quanto può farti sentire un odore di sudore, cuoio o come un coltello, ma in piccole quantità può sembrare un odore affumicato, speziato o medicinale. Questi fenomeni possono essere prevenuti uccidendo i lieviti Brettanomyces mediante filtrazione sterile, o aggiungendo quantità relativamente grandi di anidride solforosa e talvolta acido sorbico, o mescolandolo con forti bevande alcoliche per produrre un vino fortificato abbastanza forte da ucciderli tutti. o per pastorizzazione. L'acido isovalerico si trova anche nella birra e, tranne che in alcune birre inglesi, è considerato un difetto. Può essere causato dall'ossidazione delle resine del luppolo o dai lieviti Brettanomyces presenti. L'acido isovalerico è stato utilizzato per sintetizzare l'acido β-idrossiisovalerico (chiamato anche acido β-idrossi β-metilbutirrico) mediante ossidazione microbica prodotta dal fungo Galactomyces reessii.

Reazione dell'acetone all'alcol diacetone, e di questo all'acido β-idrossi-β-metilbutirrato, che può anche provenire dall'acido β-metilbutirrico (= isovalerico) nei funghi G. reessii